# Laetare de Stavelot
 (octobre 2021).
Si vous disposez d'ouvrages ou d'articles de référence ou si vous connaissez des sites web de qualité traitant du thème abordé ici, merci de compléter l'article en donnant les références utiles à sa vérifiabilité et en les liant à la section « Notes et références ».
Pour les articles homonymes, voir Moussi.
La lætare de Stavelot est une fête traditionnelle se déroulant dans la ville belge de Stavelot en province de Liège pendant la fête de la Laetare, le quatrième dimanche du carême. Cette fête, une des plus populaires de Wallonie, est aussi connue pour ses acteurs principaux : les Blancs Moussis.

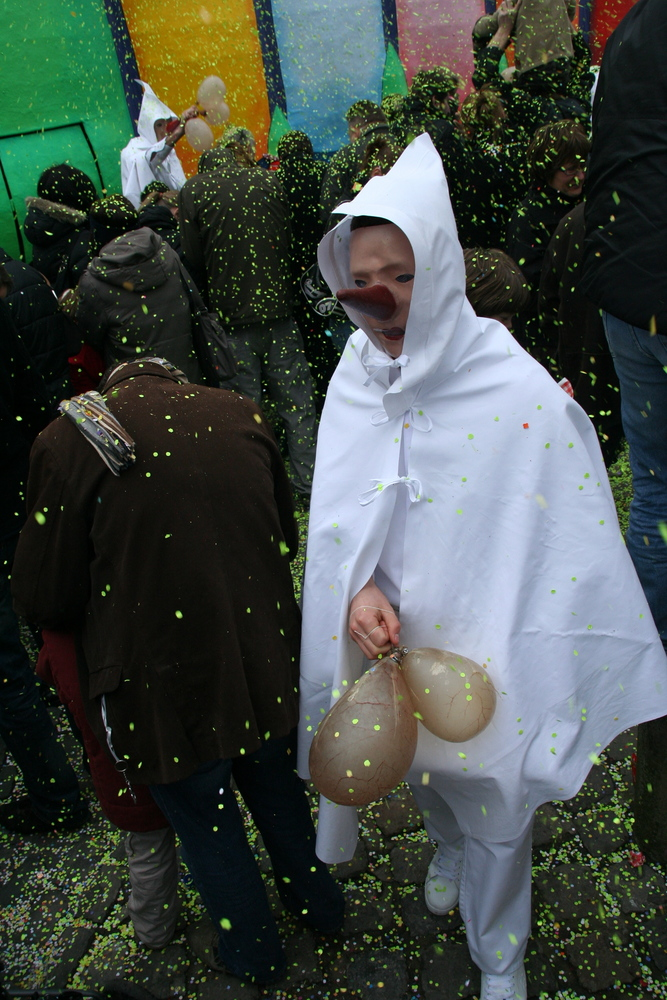
Un Blanc Moussi

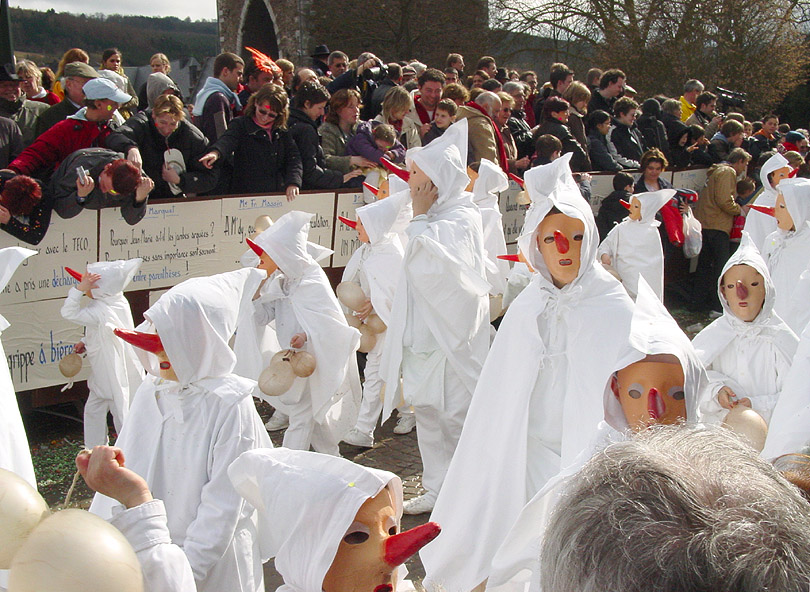
Défilé des Blancs Moussis

## Les Blancs Moussis
Stavelot est restée pendant plusieurs siècles la capitale de la principauté de Stavelot-Malmedy. Elle était dirigée par un prince-abbé.
Ce dernier aurait interdit à ses religieux de se mêler aux réjouissances populaires. Les Stavelotains qui appréciaient la présence des religieux à leur fête, renâclèrent à cette interdiction et décidèrent de la tourner en dérision à leur façon. Ils participèrent d'abord à une fête déguisés eux-mêmes en moines jusqu’à ce que tombât une nouvelle interdiction. Alors, faisant appel à leur imagination, ils créèrent en 1502 un costume blanc avec capuchon, évoquant plus discrètement l'habit monacal. Cet habit fut finalement autorisé par le prince-abbé. Les Stavelotains ajoutèrent à ce déguisement un étrange masque, impersonnel, avec un très long nez rouge et pointu : les Blancs Moussis (en français : les habillés en blanc) étaient nés.
Groupe emblématique de la lætare de Stavelot et un des symboles du folklore wallon, les Blancs Moussis existent donc depuis plus de cinq siècles. Mais ils n'eurent pas toujours la vie facile. Durant la période française, leurs sorties furent interdites pour n'en être que plus actives après 1820.
En 1947, ils s'érigèrent en confrérie vénérable avec chevalerie d'honneur aux costumes rutilants et leur nombre ne cessa d'augmenter. Ils sont devenus les ambassadeurs dynamiques du folklore belge et leur présence en invités d'honneur aux carnavals de Düsseldorf, Cologne, Compiègne, Saint-Quentin... a contribué au renom de la ville de Stavelot. En 1981, la confrérie acquiert l'ancienne tannerie t'Serstevens pour y installer son local.
Pendant le défilé folklorique, les Blancs Moussis lancent des confettis, dansent, donnent des coups de vessie de porc gonflée, amusent le public, sautillent, grognent, intriguent, imitent les spectateurs.
Lors du rondeau final sur la place Saint-Remacle, les Blancs Moussis entraînent les spectateurs dans de folles farandoles autour du perron des libertés stavelotaines. Ensuite, ils profitent de la dispersion du cortège pour placarder sur les murs des maisons et les vitrines des commerces, des affiches avec des jeux de mots raillant parfois certains Stavelotains et Stavelotaines victimes d'une anecdote ou d'un incident dans les mois précédents.

## Autres groupes folkloriques et harmonies

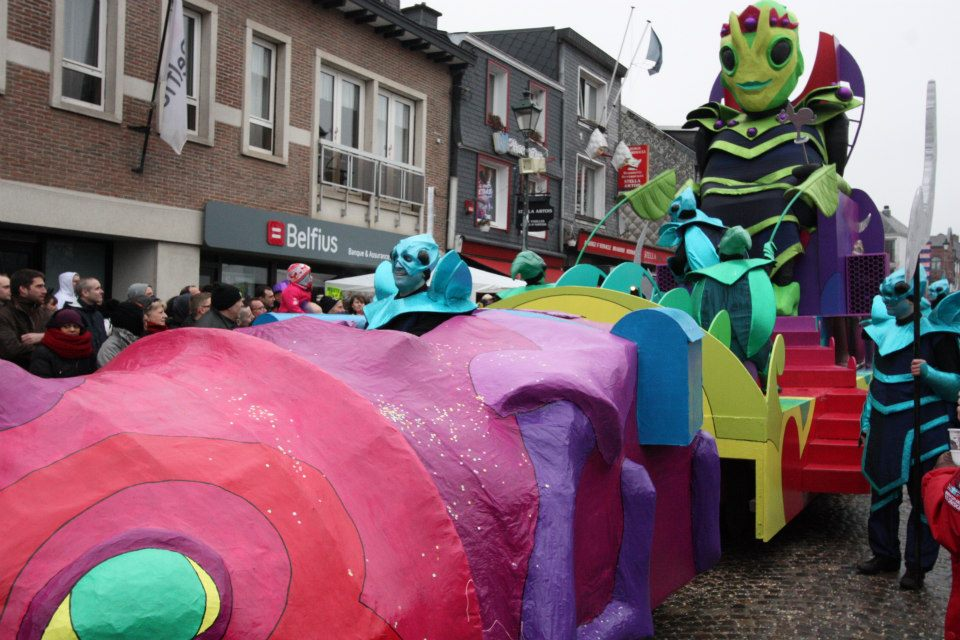
Char VLF - Laetare Stavelot 2013

Le lætare de Stavelot avec plus de 2 200 figurants et une moyenne de 35 000 spectateurs est
une fête très populaire. L'édition du demi-millénaire en 2002 a même attiré un public de 47 000 personnes. Cet événement est l'œuvre collective de toute une cité. Chaque édition voit la présence dans le cortège de quelques groupes folkloriques venus de l'étranger.
Cette fête doit aussi sa réputation à ses canons à confettis qui propulsent dans la foule plus de 5 tonnes de ces petits papiers multicolores.
En 2017, la 515e édition a lieu le week-end du 26 mars.

## Parcours
Le départ du cortège a lieu en haut de la ville à l'avenue du Doyard. Le cortège descend ensuite la rue Neuve, emprunte la rue du Vinâve avant de passer une première fois sur la place Saint-Remacle. Ensuite, le cortège de lætare poursuit par la rue Haute, la rue devant les Capucines et l'avenue des Démineurs jusqu'au rond-point. La descente vers la ville basse est entamée par l'avenue Ferdinand Nicolay et la rue du Châtelet jusqu'à la place Wibald. Arrivé au bas de la ville, le cortège entame sa remontée finale en passant par la rue des Tanneries, la rue du Haut Rivage et la rue Vinâve pour arriver à la place Saint-Remacle où le rondeau final commence.

## Programme
Le programme des festivités se décline sur trois jours :
- le samedi :
  - cortège nocturne d'humour et de lumières,
  - bal à l'Abbaye de Stavelot ;
- le dimanche :
  - dès 14h : grand cortège folklorique se terminant par le rondeau des Blancs Moussis sur la place Saint-Remacle,
  - podiums de fanfares, harmonies et bandas à l'abbaye,
  - vers 21h : feu d'artifice,
  - nuit blanche des Blancs Moussis ;
- le lundi :
  - dès 15h : sortie des sociétés folkloriques et musicales.

## Dernière et prochaine éditions
En mars 2024, la ville fit célébrer la 519éme édition.
Le 520éme Lætare de Stavelot est prévu du samedi 29 au lundi 31 mars 2025.
Durant l'été 2027 se déroulera les "Carnavals du Monde", qui a lieu tous les 10 ans.